# Список апокаліптичних фільмів
Нижче наведений перелік повнометражних апокаліптичних фільмів. У всіх фільмах цього списку йдеться або про кінець світу, або про прелюдію до нього (наприклад, світ, захоплений вірусною інфекцією), або про постапокаліптичне середовище.

## 1910-ті
- «Кінець світу» (1916)

## 1930-ті
- «Кінець світу» (1931)
- «Повінь»[en] (1933)
- «Прийдешнє» (1936)

## 1950-ті
- «П'ятеро»[en] (1951)
- «Коли світи зіштовхнуться» (1951)
- «Полонянки» (1952)
- «Робот-монстр» (1953)
- «День, коли настав кінець світу»[en] (1955)
- «Світ без кінця»[en] (1956)
- «Утрачена ракета»[en] (1958)
- «Печерний підліток»[en] (1958)
- «На березі» (1959)
- «Світ, плоть і диявол» (1959)

## 1960-ті
- «Поза часовим бар'єром»[en] (1960)
- «Остання жінка на Землі» (1960)
- «Війна світів»[en] (1961)
- «Остання війна»[en] (1961)
- «День, коли запалала Земля»[en] (1961)
- «Створення гуманоїдів»[en] (1962)
- «Паніка в нульовому році!»[en] (1962)
- «День триффідів» (1962)
- «Це не перевірка»[en] (1962)
- «Злітна смуга» (1962)
- «Сонечко Сонечко»[en] (1963)
- «Доктор Стрейнджлав, або Як я перестав хвилюватись і полюбив бомбу» (1964)
- «Мандрівники в часі»[en] (1964)
- «Збій системи безпеки» (1964)
- «Остання людина на Землі» (1964)
- «Світова тріщина»[en] (1965)
- «Воєнна гра»[en] (1966)
- «Вторгнення Далеків на Землю 2150 року нашої ери»[en] (1966)
- «2889 року»[en] (1967)
- «Кінець серпня в готелі “Озон”» (1967)
- «Ніч живих мерців» (1968)
- «Планета мавп» (1968)
- «Сім'я людини»[en] (1969)
- «Вітальня з ліжком»[en] (1969)

## 1970-ті
- «Колос: Проєкт Форбіна» (1970)
- «Під планетою мавп» (1970)
- «Ні травинки» (1970)
- «Газ-з-з-з»[en] (1970)
- «Штам “Андромеда”» (1971)
- «Втеча з планети мавп»[en] (1971)
- «Людина Омега» (1971)
- «Ґлен і Ренда» (1971)
- «Стережіться краплі»[en] (1972)
- «Нічний злодій»[en] (1972)
- «Завоювання планети мавп»[en] (1972)
- «Далекий грім»[en] (1972)
- «Мовчазна втеча» (1972)
- «Зелений сойлент» (1973)
- «Битва за планету мавп» (1973)
- «Генезис II»[en] (1973)
- «Підсумкова програма»[en] (1973)
- «Зардоз» (1974)
- «Фаза IV» (1974)
- «Планета Земля»[en] (1974)
- «Куди поділися всі люди?»[en] (1974)
- «Чорний місяць»[en] (1975)
- «Ной»[en] (1975)
- «Найкращий воїн»[en] (1975)
- «Хлопець та його пес (1975)
- «Пізня велика планета Земля»[en] (1976)
- «Втеча Логана» (1976)
- Люди, яким належить темрява (1976)
- «Проклята долина» (1977)
- Кінець світу (1977)
- «Голокост 2000»[en] (1977)
- «Чарівники»[en] (1977)
- «Остання хвиля» (1977)
- Світанок мерців (1978)
- «Вторгнення викрадачів тіл» (1978)
- «Шалений Макс» (1979)
- «Квінтет»[en] (1979)
- «Розбійники»[en] (1979)
- Форма прийдешнього Герберта Велза (1979)
- «Сталкер» (1979)

## 1980-ті
- «Вірус» (1980)
- «Фенікс 2772»[en] (1980)
- «Образ Звіра»[en] (1981)
- «Втеча з Нью-Йорка» (1981)
- «Шалений Макс 2» (1981)
- Мальвіль (1981)
- «Бойова машина»[en] (1982)
- «Третя Світова війна»[en] (1982)
- «Кафе “Плоть”» (1982)
- «Той, хто біжить по лезу» (1982)
- «Наступного дня» (1983)
- «Остання битва» (1983)
- «Нові варвари» (1983)
- «Страйкер»[en] (1983)
- «Заповіт» (1983)
- «Блудна планета»[en] (1983)
- «Винищувачі 3000 року»[en] (1983)
- «Принцип Ноєвого ковчега»[en] (1984)
- «Коли дме вітер»[en] (1984)
- «Сексмісія» (1984)
- «Нитки»[en] (1984)
- «Навсікая з Долини Вітрів» (1984)
- «Ніч комети» (1984)
- «Термінатор (фільм)» (1984)
- «День мерців» (1985)
- «Тиха Земля» (1985)
- «Шалений Макс 3» (1985)
- «Радіоактивні мрії» (1985)
- «Деф-Кон 4»[en] (1985)
- «Колеса у вогні» (1985)
- «Америка-3000» (1986)
- «Листи мертвої людини» (1986)
- «Кулак Полярної зорі»[en] (1986)
- «Земля загибелі»[en] (1986)
- «Діти сонця» (1986)
- «Сталевий світанок» (1987)
- «Черрі-2000» (1987)
- «Сьоме знамення» (1988)
- «Акіра» (1988)
- «Диво-миля»[en] (1988)
- «Пекло у Фроґтауні» (1988)
- «Відвідувач музею» (1989)
- «Кров героїв» (1989)
- «Готель “Бункер Палас”»[en] (1989)
- «Кіборг» (1989)
- «Тисячоліття» (1989)

## 1990-ті
- «Наслідки» (1990)
- «На світанку» (1990)
- «Сонячна криза»[en] (1990)
- «Оповідь служниці» (1990)
- «Залізо» (1990)
- «Людина-схема» (1990)
- «Термінатор 2: Судний день» (1991)
- «Коли настане кінець світу» (1991)
- «Вознесіння»[en] (1991)
- «Неонове місто» (1991)
- «Делікатеси» (1991)
- «Лічені секунди» (1992)
- «Американський кіборг: Сталевий воїн» (1993)
- «Викрадачі тіл» (1993)
- «Останній рубіж»[en] (1993)
- «Без попередження»[en] (1994)
- «Перепрошивка: Людина-схема II» (1994)
- «У пащі божевілля» (1994)
- «12 мавп» (1995)
- «Вартовий 2099»[en] (1995)
- «Сталева межа» (1995)
- «Танкістка»[en] (1995)
- «Суддя Дредд» (1995)
- «Водний світ» (1995)
- «Пророцтво» (1995)
- «Прибуття» (1996)
- «Солдат апокаліпсису» (1996)
- «Втеча з Лос-Анджелеса» (1996)
- «Кінець Євангеліону» (1997)
- «Вторгнення»[en] (1997)
- «Листоноша» (1997)
- «Страх перед майбутнім» (1997)
- «Остання ніч» (1998)
- «Пророцтво 2» (1998)
- «Шестиструнний самурай» (1998)
- «Беовульф» (1999)
- «Догма» (1999)
- «Кінець світу» (1999)
- «Матриця» (1999)
- «Код Омега» (1999)

## 2000-і
- «Невдала безпека»[en] (2000)
- «Останній рубіж» (2000)
- «Залишені позаду: Фільм» (2000)
- «Загублені душі»[en] (2000)
- «Пророцтво 3» (2000)
- «На останньому березі» (2000)
- «Титан після загибелі Землі» (2000)
- «Остання фантазія: Духи всередині» (2001)
- «Вічна битва» (2001)
- «Штучний розум» (2001)
- «Блакитний гендер»[en] (2002)
- «28 днів по тому» (2002)
- «Машина часу» (2002)
- «Влада вогню» (2002)
- «Оселя зла» (2002)
- «Прибулець із майбутнього» (2002)
- «Термінатор 3: Повстання машин» (2003)
- «Голова дракона»[en] (2003)
- «Ловець снів» (2003)
- «Врятуйте зелену планету!»[en] (2003)
- «Час вовків» (2003)
- «Аніматриця» (2003)
- «Матриця: Перезавантаження» (2003)
- «Матриця: Революція» (2003)
- «Світанок мерців» (2004)
- «Післязавтра» (2004)
- «Зомбі, на ім'я Шон» (2004)
- «Оселя зла: Апокаліпсис» (2004)
- «Автостопом по галактиці» (2005)
- «Еон Флакс» (2005)
- «Пророцтво: Знедолені»[en] (2005)
- «Війна світів» (2005)
- «Земля мертвих» (2005)
- «Супервулкан»[en] (2005)
- «Останній нащадок Землі» (2006)
- «Ідіократія» (2006)
- «Біля твоїх дверей» (2006)
- «Сонячний удар» (2006)
- «Південні казки»[en] (2006)
- «Планета страху» (2007)
- «Зуб і ніготь» (2007)
- «Сигнал»[en] (2007)
- «Вторгнення» (2007)
- «Оселя зла: Вимирання» (2007)
- «20 років по тому» (2007)
- «Темний час» (2007)
- «28 тижнів по тому» (2007)
- «Я — легенда» (2007)
- «Вавилон нашої ери» (2008)
- «Сліпота»[en] (2008)
- «Оселя зла: Виродження»[en] (2008)
- «ВОЛЛ·І» (2008)
- «Воїни світла (фільм)» (2008)
- «Судний день» (2008)
- «Місто Ембер» (2008)
- «Явище» (2008)
- «Понтіпул» (2008)
- «Дорога» (2009)
- «Пандорум» (2009)
- «Хранителі» (2009)
- «9» (2009)
- «Знамення» (2009)
- «Вітаємо у Зомбіленді» (2009)
- «2012» (2009)
- «Термінатор: Спасіння прийде» (2009)
- «Зоряний крейсер “Галактика”: План»[en] (2009)
- «Останній романтик планети Земля» (2009)
- «Носії» (2009)
- «Земля 2100»[en] (2009)

## 2010-ті
- «Хуан з мерців» (2010)
- «Монстри» (2010)
- «Земля вампірів» (2010)
- «Зникнення на 7-й вулиці» (2010)
- «Легіон» (2010)
- «Максимальна ганьба»[en] (2010)
- «Книга Ілая» (2010)
- «Оселя зла: Потойбічне життя» (2010)
- «4:44 Останній день на Землі» (2011)
- «Мертві голови»[en] (2011)
- «Остання любов на Землі» (2011)
- «Фантом» (2011)
- «Судний день» (2011)
- «Розділювач» (2011)
- «Меланхолія» (2011)
- «2016: кінець ночі»  (2011)
- «Укриття» (2011)
- «Повстання планети мавп» (2011)
- «Хижа у лісі» (2011)
- «Голодні ігри» (2012)
- «Шукаю друга на кінець світу» (2012)
- «5 панцирів»[en] (2012)
- «Суддя Дредд» (2012)
- «Це катастрофа»[en] (2012)
- «Глобальне вторгнення: Битва Лос-Анджелес» (2012)
- «Оселя зла: Відплата» (2012)
- «Оселя зла: Прокляття»[en] (2012)
- «Хмарний атлас»  (2012)
- «Кокні проти зомбі»[en] (2012)
- «Батарейка» (2012)
- «Палуза Вознесіння»[en] (2013)
- «Колонія» (2013)
- «Останні години» (2013)
- «Це кінець» (2013)
- «Філософи» (2013)
- «Земля після нашої ери» (2013)
- «Епідемія» (2013)
- «Антисоціальність»[en] (2013)
- «Крізь сніг» (2013)
- «Світ забуття» (2013)
- «Тепло наших тіл» (2013)
- «Всесвітня війна Z» (2013)
- «На межі майбутнього» (2013)
- «Кінець світу» (2013)
- «Гостя» (2013)
- «Прощавай, світе»[en] (2013)
- «Сага про гостя: Розквіт Лізардфрідля»[en] (2014)
- «Вірмвуд: Дорога смерті»[en] (2014)
- «Ровер» (2014)
- «Зодіак: знаки Апокаліпсису» (2014)
- «Люди Ікс: Дні минулого майбутнього» (2014)
- «Молодняк» (2014)
- «Наслідки»[en] (2014)
- «Той, що біжить лабіринтом» (2014)
- «Світанок планети мавп» (2014)
- «Інтерстеллар» (2014)
- «Останні вцілілі»[en] (2014)
- «Ной» (2014)
- «Страховик» (2014)
- «Скаути проти зомбі» (2015)
- «Крихти» (2015)
- «Турбохлоп»[en] (2015)
- «Z означає Захарія» (2015)
- «Кінець світу і зникнення кота»[en] (2015)
- «Небіжчик, що блукає»[en] (2015)
- «Вимирання»[en] (2015)
- «Зачаївшись» (2015)
- «Повітря» (2015)
- «В ліс» (2015)
- «ЄруЗалим»[en] (2015)
- «Вцілілий»[en] (2015)
- «Атака титанів» (2015)
- «Термінатор: Генезис» (2015)
- «Той, що біжить лабіринтом: Випробування вогнем» (2015)
- «Шалений Макс: Дорога гніву» (2015)
- «Меггі» (2015)
- «Вулиця Монстро, 10» (2016)
- «Потяг до Пусана» (2016)
- «Станція „Сеул“» (2016)
- «Я — герой»[en] (2016)
- «П'ята хвиля» (2016)
- «Мобільник» (2016)
- «День розплати»[en] (2016)
- «Нова ера Z» (2016)
- «Розбіжність»[en] (2016)
- «Мешканець півночі»[en] (2016)
- «Стефані (фільм)»[en] (2017)
- «Воно приходить уночі» (2017)
- «Війна за планету мавп» (2017)
- «Оселя зла: Фінальна битва» (2017)
- «Оселя зла: Помста»[en] (2017)
- «Все прекрасне далеко» (2017)
- «Боке» (2017)
- «Той, хто біжить по лезу 2049» (2017)
- «Тягар»[en] (2017)
- «Глибина»[en] (2017)
- «Пташиний короб» (2018)
- «Блакитний світовий порядок» (2018)
- «Сім'я»[en] (2018)
- «Світ майбутнього» (2018)
- «Як це закінчується» (2018)
- «Здається, ми залишилися одні» (2018)
- «У моїй кімнаті»[en] (2018)
- Той, що біжить лабіринтом: Ліки від смерті (2018)
- «Смертні машини» (2018)
- «Ніч поглинає світ»[en] (2018)
- «Нульовий пацієнт»[en] (2018)
- «Тихе місце» (2018)
- «Випалена земля» (2018)
- «Що ще залишилося»[en] (2018)
- «Квант крові»[en] (2019)
- «Зомбіленд: Подвійний постріл» (2019)
- «Мандрівна Земля» (2019)
- «Мовчання» (2019)
- «Іо» (2019)
- «Термінатор: Фатум» (2019)
- «Світло мого життя» (2019)
- «Lego Фільм 2» (2019)

## 2020-ті
- «2067: Петля часу» (2020)
- «Живий»[en] (2020)
- «Наодинці» (2020)
- «Друг світу» (2020)
- «Гренландія» (2020)
- «Любов і монстри» (2020)
- «Потяг до Пусана 2. Півострів» (2020)
- «Опівнічне небо» (2020)
- «Співоча пташка» (2020)
- «Чим це закінчиться»[en] (2021)
- «КАРАнтин» (2021)
- «Тиха ніч» (2021)
- «Армія мерців» (2021)
- «Не спати» (2021)
- «Не дивіться вгору» (2021)
- «Війна завтрашнього дня» (2021)
- «Фінч» (2021)
- «Мати/Андроїд»[en] (2021)
- «Мітчелли супроти Машин» (2021)
- «Матриця: Воскресіння» (2021)
- «Тихе місце 2» (2021)
- «Оселя Зла: Вітаємо у Раккун-Сіті» (2021)
- «Оселя Зла: Острів смерті»[en] (2023)
- «Мандрівна Земля-2» (2023)
- «Пташиний короб Барселона» (2023)
- «Зом 100: Сотня справ, які треба зробити перш ніж стати зомбаком» (2023)
- «Творець» (2023)
- «Планета мавп: Королівство» (2024)
- «Тихе місце: День перший» (2024)
- «Шалений Макс: Фуріоса» (2024)
- «28 років потому» (2025)
- «Електричний штат» (2025)